# Ysbyty Ystwyth
Ysbyty Ystwyth est un village et une communauté du Ceredigion, au pays de Galles.

## Géographie
Ysbyty Ystwyth est situé dans le centre du Ceredigion, à la lisière des monts Cambriens, sur la route B4343.
La communauté d'Ysbyty Ystwyth comprend aussi le hameau voisin de Pont-rhyd-y-groes (en).

## Démographie
Au recensement de 2011, la communauté d'Ysbyty Ystwyth comptait 409 habitants.